# Arkadiusz Ławrywianiec
Arkadiusz Ławrywianiec (ur. 19 stycznia 1967 w Opolu) – polski artysta fotograf, fotoreporter. Członek rzeczywisty Związku Polskich Artystów Fotografików. Prezes Zarządu Okręgu Śląskiego ZPAF. Fotoreporter Polskiej Agencji Fotografów Forum. Członek międzynarodowego kolektywu fotografów Horizons Collectif.

## Życiorys
Ukończył Wyższą Szkołę Pedagogiczną w Opolu (obecnie jest słuchaczem Instytutu Twórczej Fotografii Uniwersytetu Śląskiego w Opawie). Związany ze śląskim środowiskiem fotograficznym – fotografuje od połowy lat 80. XX wieku. Miejsce szczególne w jego twórczości zajmuje fotografia dokumentalna, fotografia krajoznawcza, fotografia mody, fotografia portretowa, fotografia przemysłowa, fotografia reportażowa. W latach 1994–2015 był fotoreporterem Dziennika Zachodniego – obecnie (od 2016 roku) jako fotoreporter współpracuje z Polską Agencją Fotografów Forum. W 2009 roku został wykładowcą w Policealnej Szkole Fotograficznej Fotoedukacja w Katowicach. 
Jest autorem i współautorem wielu wystaw fotograficznych; indywidualnych i zbiorowych, ogólnopolskich i międzynarodowych, w Polsce i za granicą. Prezentował swoje fotografie między innymi w Muzeum Śląskim w Katowicach, Bibliotece Śląskiej, Galerii Szyb Wilson, Galerii Rondo Sztuki. Jego fotografie wielokrotnie prezentowane na wystawach pokonkursowych (m.in. w Czechach, we Francji, w Macedonii, Niemczech, Polsce) były doceniane akceptacjami, nagrodami, wyróżnieniami. Jest współtwórcą (reaktywowanego, cyklicznego) konkursu fotografii prasowej – Śląska Fotografia Prasowa, w którym uczestniczył w pracach jury (edycje 2006, 2017, 2018). W 2015 roku uczestniczył w pracach jury I Otwartych Mistrzostw Częstochowy w Fotografowaniu. Od 1998 roku tworzy dokumentację fotograficzną z Ogólnopolskiego Festiwalu Sztuki Reżyserskiej Interpretacje w Katowicach. Jest autorem obszernej dokumentacji fotograficznej z Festiwalu Teatrów A’PART. Prowadzi liczne spotkania, prelekcje poświęcone fotografii.
Arkadiusz Ławrywianiec w 2010 roku został przyjęty w poczet członków rzeczywistych Związku Polskich Artystów Fotografików (legitymacja nr 1066), w którym obecnie pełni funkcję prezesa Zarządu Okręgu Śląskiego ZPAF. W 2011 roku został laureatem Nagrody Prezydenta Miasta Katowice – za działalność na rzecz kultury. W tym samym roku za działalność kulturalną otrzymał stypendium Marszałka Województwa Śląskiego. W 2013 roku ponownie został stypendystą Marszałka Województwa Śląskiego.

## Odznaczenia
- Brązowy Medal „Zasłużony Kulturze Gloria Artis” (2024)[15]

## Publikacje (albumy)
- Tajemnice pracowni[1]
- Kiduszin Nisuin[1]
- Interpretacje 1998–2008[7]